# Paquet de xarxa
Un paquet de xarxa és cada un dels blocs en què es divideix (a nivell de xarxa) la informació a enviar. Per sota de nivell de xarxa es parla de trama de xarxa, tot i que el concepte és analògic. El concepte de paquet acostuma a indicar la unitat de dades de la capa d'enllaç de dades (MAC) del model OSI, però també es pot referir a la capa física (PHY) (trama) o a la capa de xarxa (datagrama). En la Fig.1 hi ha l'exemple d'un paquet en la norma IEEE 802.11.

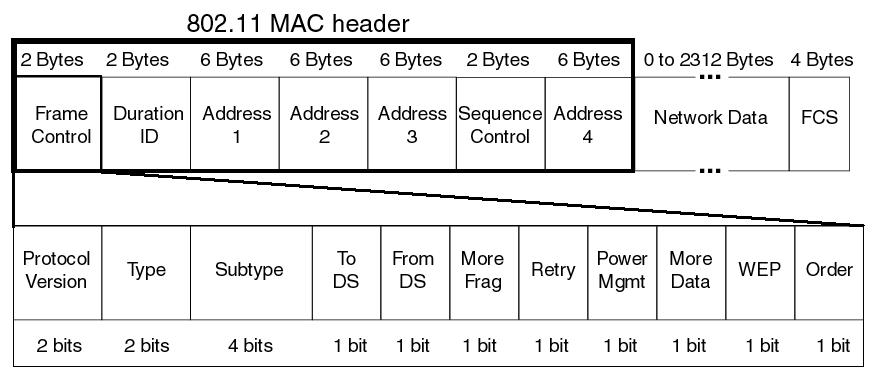
Fig.1 Exemple de packet de capa d'enllag de dades del protocol IEE 802.11

En tot sistema de comunicació és interessant dividir la informació a enviar, en blocs d'una mida màxima coneguda. Això simplifica el control de la comunicació, les comprovacions dels errors, la gestió dels equips d'encaminament (més coneguts com a routers).

## Estructura
Igual que les trames, els paquets poden estar formats per una capçalera, una part de dades i una cua. A la capçalera hi ha els camps necessaris per seguir els protocols de xarxa, les dades, és la informació a transmetre's i la cua, si hi és, conté el paràmetres per la comprovació d'errors.
Depenten de si és una xarxa de datagrames o de circuits virtuals (CV), la capçalera del paquet contindrà la informació de les estacions d'origen i destí o l'identificador del CV. En les xarxes de datagrames no sol haver-hi cua, ja que no es comproven els errors, aquesta tasca se n'encarrega la capa de transport.
Capes del Nivell OSI:
| pa | Funció       | Unitat de dades |
| -- | ------------ | --------------- |
| 7  | Aplicació    | Dada            |
| 6  | Presentació  | Dada            |
| 5  | Sessió       | Dada            |
| 4  | Transport    | Datagrama       |
| 3  | Xarxa        | Paquet          |
| 2  | Enllaç (MAC) | Trama           |
| 1  | Física (PHY) | bit             |